# Prototyla
Prototyla là một chi bướm đêm thuộc họ Crambidae.